# Quetzaltenango
Quetzaltenango (kiejtve: Kecáltenango)  egy város Guatemala délnyugati részén, Guatemalavárostól kb. 110 km-re nyugatra. Az azonos nevű megye, Queztaltenango székhelye. Az ország egyik legnagyobb városa becsült lakossága 2011-ben 225 ezer fő volt. Lakosságának mintegy 60%-a indián eredetű.
1838-tól a város a Los Altos nevű állam székhelye volt. A város zászlója és címere egykor a köztársaság szimbólumai voltak.
A város egy gazdag mezőgazdasági terület szívében fekszik, 2330 méter magasságban. Nevének jelentése: a kvézál (quetzal) lakhelye, az esőerdők ritka madaráé, melyet a maják istenként tiszteltek. 
A városban két egyetem működik. Fontos a textilipar és a sörgyártás.

## Nevezetes emberek
- Ricardo Castillo (1894–1966), zeneszerző
- Jacobo Arbenz Guzmán (1913–1971), Guatemala elnöke
- Manuel Lisandro Barillas Bercián (1845–1907), Guatemala elnöke
- Manuel José Estrada Cabrera (1857–1924), Guatemala elnöke
- María Encarnación del Corazón de Jesús (1820–1886) apáca
- Mario Camposeco (1921–1951), focista